# ODA tại Việt Nam
Hỗ trợ phát triển chính thức cho Việt Nam hay ODA tại Việt Nam đề cập đến những nguồn hỗ trợ phát triển chính thức của các nước dành cho Việt Nam.